# بکینینی
بکینینی (به اسپانیایی: Boquiñeni) یک دهستان در اسپانیا است که در استان ساراگوسا واقع شده‌است. بکینینی ۱۹٫۰۹ کیلومتر مربع مساحت و ۱٬۰۱۳ نفر جمعیت دارد.